# Pixie (渲染器)
Pixie是一款可免费自由获取的开源渲染器，符合RenderMan规范，因此能够读取RIB文件，并支持用RenderMan着色语言（RSL）编写着色器，它是Reyes渲染架构的一个实现。Pixie由Okan Arikan在德克萨斯大学奥斯丁分校的计算机科学系时所开发，后来的主要开发者有George Harker，但George Harker已被皮克斯聘用为PRMan的开发者，因此现在Pixie渲染器的开发停滞下来了。
和私有的BMRT渲染器一样，Pixie是学习RenderMan规范的一个渲染器，它的源代码存放于SourceForge，并有编译好的二进制版本可供下载。

## 特性
- 可使用RSL编写材质
- Reyes高效渲染
- 运动模糊
- 景深
- 置换
- 高质量的纹理、阴影和环境贴图映射
- 高动态范围图像输入输出
- 全局照明
- 基于点云的全局照明
- 自动光线跟踪平滑反射和阴影
- 使用 ray differentials 实现的易于扩展的多精度的光线跟踪
- 遮蔽筛选（Occlusion culling）
- 缓存和烘焙计算好的特定信息，存储于三维纹理中
- 细节层次
- 分布式渲染
- 物体实例化/按需加载模型
- DSO着色器
- RIB判决
- 可扩展的多线程渲染
- 64位支持